# Тиокол
„Тиокол“ (на английски: Thiokol) е един от най-големите производители в САЩ и света в областта на аерокосмическата индустрия и по-специално в сферата на ракетните двигатели. Част от гиганта „ATK Launch Systems Group“.

## История
Компанията е основана през 1926 г. от двама химици, Джоузеф Патрик и Нейтън Мнукин. Двамата откриват метод за производство на евтин антифриз и полимери. През 1929 г. новата фирма е записана в търговския регистър като Thiokol Chemical Company. През Втората световна война Тиокол започва производство на авиационни двигатели, а през 1949 г. се специализира в разработване и производство на твърдогоривни ракетни двигатели. В края на 50-те години на 20 век компанията навлиза в аерокосмическата индустрия и през 1964 г. получава първата поръчка от НАСА. През годините Тиокол се утвърждава като световен лидер в областта на твърдогоривните ракетни двигатели. През 2007 г. е осъществено сливане с фирмата Alliant Techsystems и новата корпорация е преименувана на ATK Launch Systems Group. За нея работят повече от 15 000 служители.

## Продукти
В своята история компанията „Тиокол“ е произвела много известни продукти на американската авиационна и аерокосмическа индустрия. Нейно дело са известните ракети MGM-31 Пършинг, UGM-73 Посейдон, LGM-30 Минитмън, AIM-9 Сайдуиндър, AGM-65 Маверик, AGM-69 SRAM и др. В областта на космическата индустрия компанията е известна най-вече с конструирането и производството на твърдогоривните бустери на космическата совалка, но има и други не по-малко значими разработки: всички твърдогоривни установки за отделяне на степени и модули в програмата Аполо, двигателите на ракетоплана X-15 (фирмата-производител Reaction Motors е част от Thiokol Chemical Corporation), ускорителен блок Кастор, първата степен за новата ракета-носител Арес I и много други като първите въздушни възглавници (еърбег) за коли са тяхна разработка базирана на газгенератор с NaN3 (натриев азид). Въздушните възглавници са първоначално разработени и предназначени за авиацията а по-късно се ползват и в системата за кацане на Марс Патфайндър. Над половината (60 %) от пиропатроните в системите за безопасност в колите в световен мащаб са произведени в „Тиокол“.